# Lijst van gouverneurs-generaal van Algerije

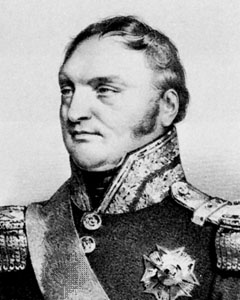
Bertrand Clausel (1830-1831).

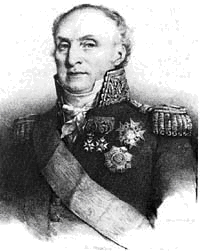
Jean-Baptiste Drouet d'Erlon (1834-1835).

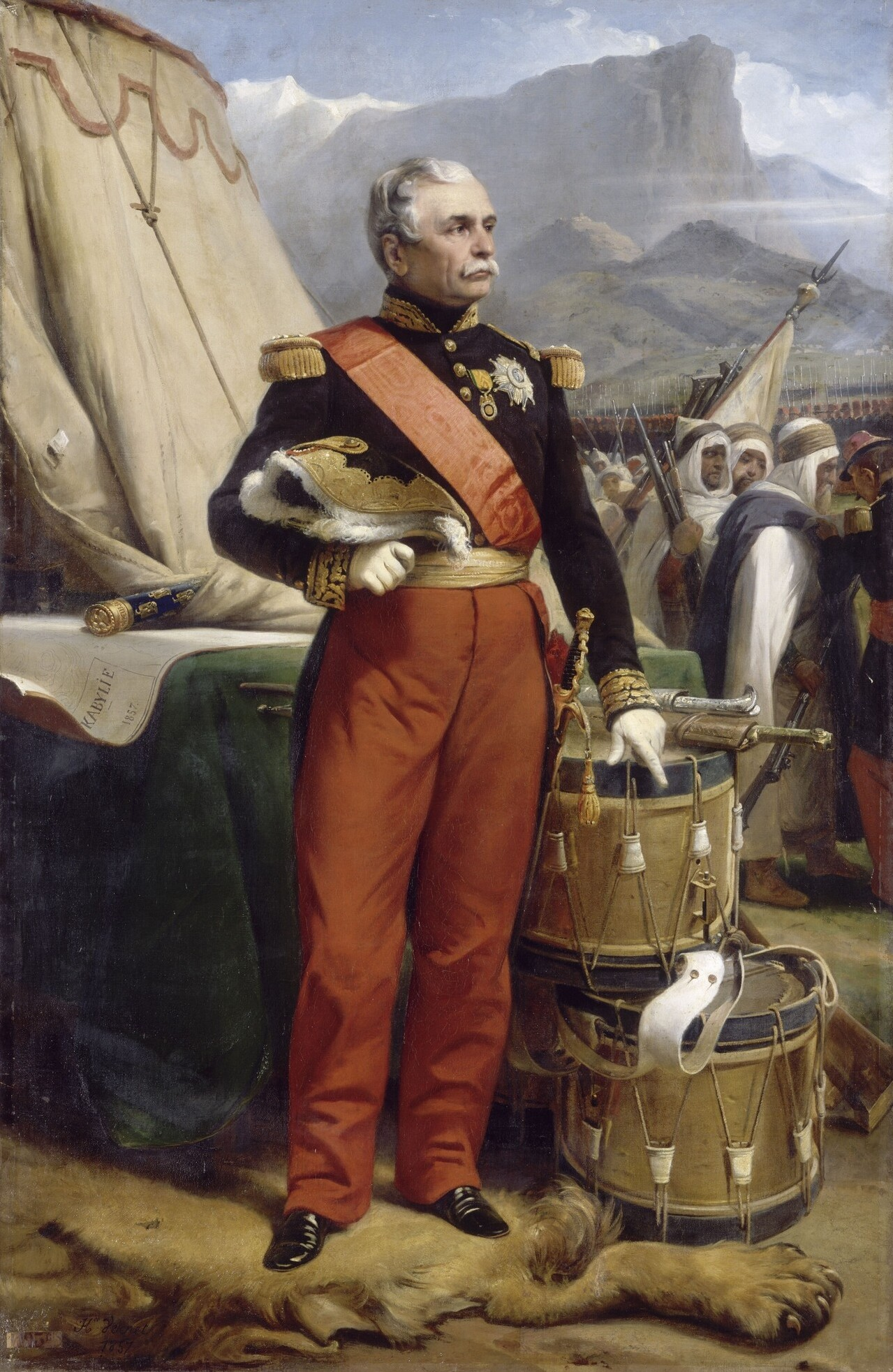
Jacques-Louis Randon (1851-1858).

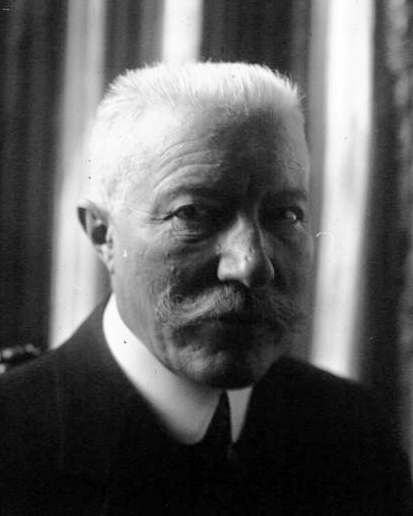
Charles Jonnart.

Hieronder volgt een lijst van Franse koloniale bestuurders over Algerije (1830-1962).

## Franse militaire commandanten van Algerije (1830 - 1834)
- Louis-Auguste-Victor de Ghaisnes de Bourmont 5 juli 1830 - 12 augustus 1830
- Bertrand Clausel 3 september 1830 - 21 maart 1831
- Pierre de Berthezène 21 maart 1831 - 6 december 1831
- René Savary, duc de Rovigo 6 december 1831 - 29 april 1833
- Théophile de Voirol 29 april 1833 - 27 juli 1834

## Franse gouverneurs-generaal van Algerije (1834-1870)
- Jean-Baptiste Drouet d'Erlon 27 juli 1834 - 8 juli 1835
- Bertrand Clausel 8 juli 1835 - 12 februari 1837
- Charles-Marie Denys de Damrémont 12 februari 1837 - 13 oktober 1837
- Sylvain-Charles Valée 1 december 1837 - 31 december 1840
- Thomas-Robert Bugeaud 22 februari 1841 - 1 juli 1847
- Marie-Alphonse Bedeau 1 juli 1847 - 27 september 1847
- Henri d'Orléans 27 september 1847 - 24 februari 1848
- Louis-Eugène Cavaignac 24 februari 1848 - 29 april 1848
- Nicolas Changarnier 29 april 1848 - 9 september 1848
- Viala de Charon 9 september 1848 - 22 oktober 1850
- Alphonse Henri d'Hautpoul 22 oktober 1850 - 10 mei 1851
- Aimable Pélissier 10 mei 1851 - 11 december 1851
- Jacques-Louis Randon 11 december 1851 - 31 augustus 1858
- Aimable Pélissier 24 november 1860 - 22 mei 1864
- Patrice de Mac Mahon 1 september 1864 - 27 juli 1870
- Louis de Durrieu 27 juli 1870 - 23 oktober 1870 (ad interim)
- Jean Louis Marie de Walsin-Esterhazy 23 oktober 1870 - 16 november 1870 (ad interim)

## Franse buitengewone commissarissen van Algerije (1870 - 1871)
- Charles du Bouzet 16 november 1870 - 8 februari 1871
- Alexis Lambert 8 februari 1871 - 29 maart 1871

## Franse gouverneurs-generaal van Algerije (1871 - 1956)
- Louis Henri de Gueydon 29 maart 1871 - 10 juni 1873
- Antoine Chanzy 10 juni 1873 - 15 maart 1879
- Albert Grévy 15 maart 1879 - 26 november 1881 (ad interim)
- Louis Tirman 26 november 1881 - 18 april 1891
- Jules Cambon 28 april 1891 - 1 oktober 1897
- Louis Lépine 1 oktober 1897 - 26 juli 1898
- Édouard Laferrières 26 juli 1898 - 3 oktober 1900
- Charles Jonnart 3 oktober 1900 - 18 juni 1901 (ad interim)
- Paul Révoil 18 juni 1901 - 11 april 1903
- Maurice Varnier 11 april 1903 - 5 mei 1903 (ad interim)
- Charles Jonnart 5 mei 1903 - 22 mei 1911 (ad interim)
- Charles Lutaud 22 mei 1911 - 29 januari 1918
- Charles Jonnart 29 januari 1918 - 29 augustus 1919 (ad interim)
- Jean-Baptiste Abel 29 augustus 1919 - 28 juli 1921
- Théodore Steeg 28 juli 1921 - 17 april 1925
- Henri Dubief 17 april 1925 - 12 mei 1925 (ad interim)
- Maurice Viollette 12 mei 1925 - 20 november 1927
- Pierre Bordes 20 november 1927 - 3 oktober 1930
- Jules Carde 3 oktober 1930 - 21 september 1935
- Georges Le Beau 21 september 1935 - 20 juli 1940
- Jean-Marie Charles Abrial 20 juli 1940 - 16 juli 1941
- Maxime Weygand 16 juli 1941 - 20 november 1941
- Yves Châtel 20 november 1941 - 20 januari 1943 (ad interim)
- Marcel Peyrouton 20 januari 1943 - 3 juni 1943
- Georges Catroux 3 juni 1943 - 8 september 1944
- Yves Chataigneau 8 september 1944 - 11 februari 1945
- Marcel Edmond Naegelen 11 februari 1945 - 9 maart 1951
- Roger Léonard 12 april 1951 - 26 januari 1955
- Jacques Soustelle 26 januari 1955 - 1 februari 1956

## Franse minister-residenten in Algerije (1956 - 1958)
- Georges Catroux 1 februari 1956 - 9 februari 1956
- Robert Lacoste 9 februari 1956 - 13 mei 1958
- André Mutter 13 mei 1958 - 1 juni 1958

## Franse gevolmachtigden voor Algerije (1958 - 1962)
- Raoul Salan 7 juni 1958 - 12 december 1958
- Paul Delouvrier 12 december 1958 - 23 november 1960
- Jean Morin 23 november 1960 - 19 maart 1962

## Franse hoge commissaris voor Algerije (1962)
- Christian Fouchet 19 maart 1962 - 3 juli 1962